# Rud, Grava
Rud är en småort i Grava distrikt (Grava socken) i  Karlstads kommun.